# Kaartautomaat

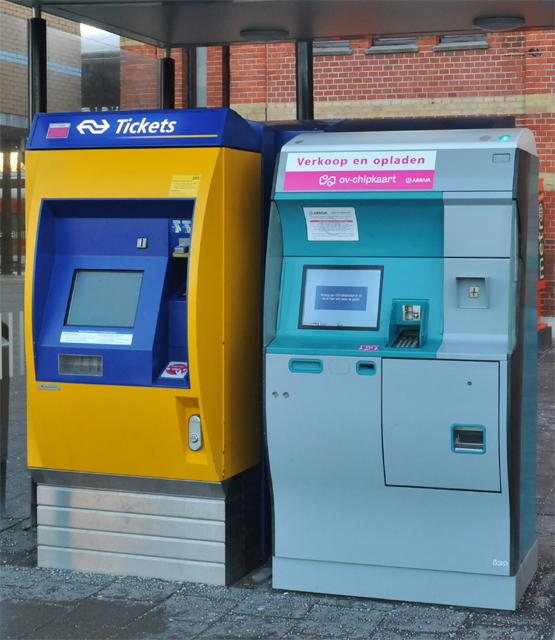
Kaartautomaat van de Nederlandse Spoorwegen op station Groningen, links het nieuwste model en rechts het model van Arriva

Een kaartautomaat is een verkoopautomaat waarin men bijvoorbeeld vervoerbewijzen of toegangsbewijzen kan kopen.
Vooral op treinstations worden deze automaten veelvuldig toegepast voor de verkoop van treinkaartjes, omdat de automaten niet aan openingstijden gebonden zijn en vaak de aanwezigheid van een loket overbodig maken.
Sommige kaartautomaten verstrekken bij scannen van een abonnement gratis een kaartje; dit is het geval bij het Pathé filmabonnement.

## NS-kaartautomaten

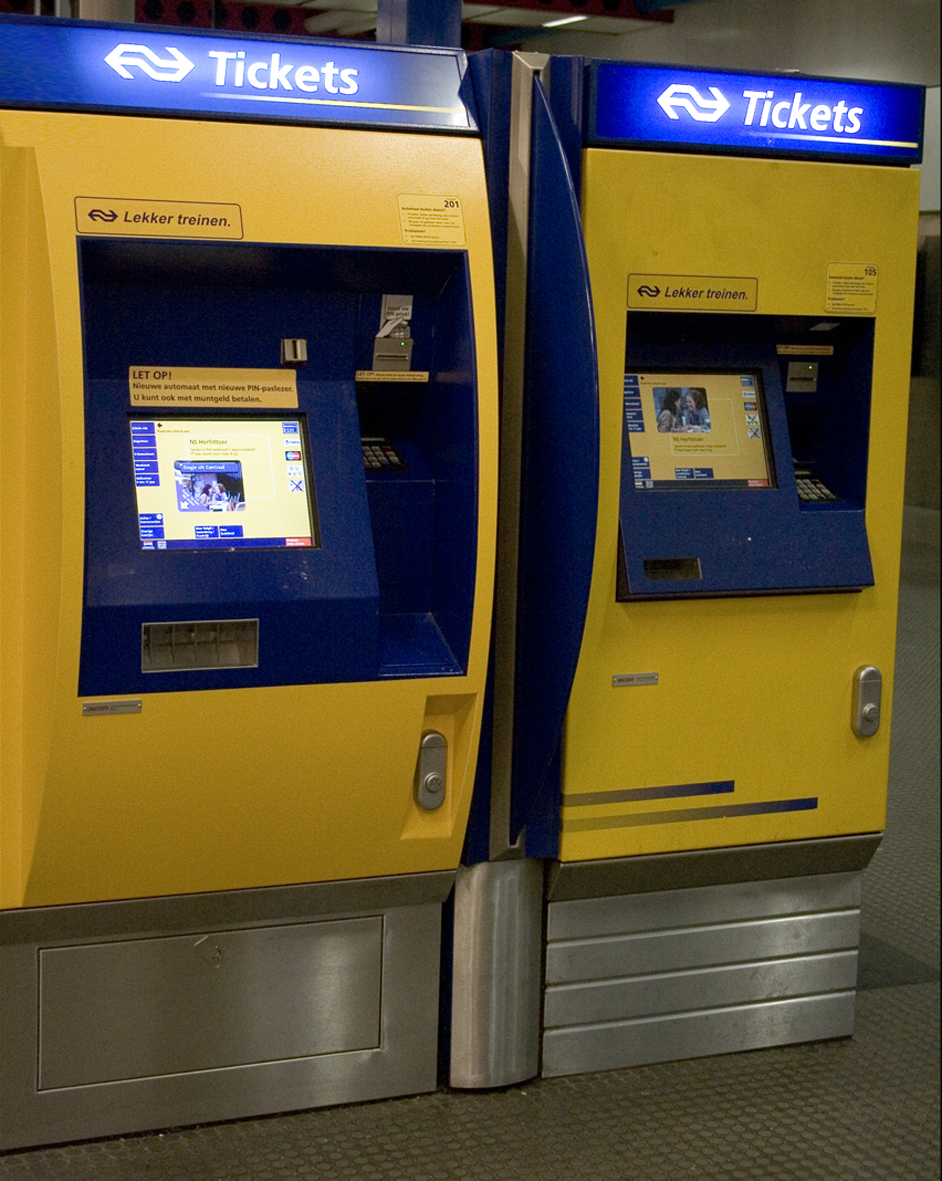
Twee verschillende NS-kaartautomaten, links de bolle, rechts de platte

Op bijna alle stations in Nederland staan NS-kaartautomaten (TVM, wat staat voor TicketVerkoopMachine), voorzien van een aanraakscherm. In- of uitchecken kan bij geen van deze automaten.
De NS-kaartautomaten ET2000 en ET2006 zijn oorspronkelijk van de Ascom Division van Xerox, die verkocht is aan Affiliated Computer Services, Inc. (ACS), wat nu weer onderdeel is van Xerox. Ze worden beheerd door NS Reizigers. Ze staan op een grijs onderstel. Een los onderstel (bijvoorbeeld op Zoetermeer Oost en Heerlen de Kissel, te gebruiken als bankje) is een indicatie dat er een automaat heeft gestaan en/of dat er een is gepland.
Modellen:
- ET2006. De volledige versie. Deze heeft een bolle voorkant, rechts boven het scherm een gleuf voor muntinworp, en een 3-cijferig nummer dat begint met een 2. Men kan er eenmalige chipkaarten en een 'anonieme' OV-chipkaart kopen. Er zit een verlichte blauwe strip bovenaan met alleen het NS-logo. Bovenop is een bord geplaatst met "Losse kaartjes en alles voor de OV-chipkaart".
- ET2000. De versie zonder de mogelijkheid tot het kopen van chipkaarten/-kaartjes. Men kan er bovendien niet met muntgeld betalen. De automaat heeft een platte voorkant en een 3-cijferig nummer dat begint met een 1. Er zit een verlichte gele strip bovenaan met "OV-chipkaarthouders". Bovenop is een bord geplaatst met "Saldo en bestellingen".

Op nieuwe stations die alleen bediend worden door een andere vervoerder dan NS wordt geen NS-kaartautomaat meer geplaatst. Dit betreft inmiddels Veendam, Hoevelaken, Maastricht Noord, Boven-Hardinxveld, Hardinxveld Blauwe Zoom, Sliedrecht Baanhoek en Hengelo Gezondheidspark. Ook ontbreekt een NS-kaartautomaat in Zuid-Limburg in Heerlen De Kissel en op de volgende stations die alleen door Arriva bediend worden: Chevremont, Eygelshoven, Heerlen Woonboulevard, Houthem-St. Gerlach, Klimmen-Ransdaal, Schin op Geul en Voerendaal (Meerssen, Valkenburg en Kerkrade Centrum hebben wel NS-kaartautomaten). Op die stations in Zuid-Limburg staat wel een Arriva-kaartautomaat. Voor een rit met alleen Veolia kan men beter een kaartje kopen bij de Arriva-automaat, omdat daar niet 1 euro toeslag verschuldigd is.
Bij de NS-kaartautomaten kan men geen informatie afdrukken.
Met beide versies kan men de algemene en NS-gegevens die op de kaart staan lezen (echter niet afdrukken), en saldo of producten (al of niet na vooraf via internet bestellen) op de kaart laden. De verkrijgbaarheid alsmede de prijs van supplementen van NS-abonnementen worden pas zichtbaar na het presenteren van de OV-chipkaart met het betreffende abonnement erop.
De concessie voor het Hoofdrailnet bepaalt: Indien de regionale treinvervoerders, respectievelijk de verantwoordelijke decentrale overheden, op de door hen bediende stations vervoerbewijzen naar alle stations in Nederland willen verkopen dan verleent NS hieraan haar medewerking door het tegen redelijke voorwaarden leveren van kaartautomaten, voor zover deze kaartautomaatsystemen tijdig bij NS zijn besteld.
Met ophalen van een bestelling wordt in dit verband bedoeld het op de kaart zetten van een vooraf via internet besteld en betaald reisproduct of saldo. Dit is een eenvoudiger handeling dan een aanschaf bij een automaat, of het opladen van nog niet besteld saldo, want men hoeft geen product of bedrag meer te selecteren en niet meer te betalen. De reiziger plaatst de OV-chipkaart bij het roze OV-chipkaartlogo. Via het menu kan voor "product ophalen" worden gekozen en het product of saldo wordt  opgehaald van de centrale computer, de zogenaamde National Action List (NAL), en op de chip geladen. Als men meerdere producten heeft besteld kan men niet specificeren welke men wil ophalen, het is alles of niets.
Een anonieme OV-chipkaart kan niet van tevoren worden besteld. Ophalen heeft in dit verband dus betrekking op informatie, niet op iets tastbaars zoals de kaart zelf. Ook kunnen sommige reisproducten van NS worden aangeschaft bij de NS-kaartautomaat, maar niet worden besteld. Verder is er bij NS een tussenvorm: men heeft het product al, maar specificeert bij de automaat dat men het wil gaan gebruiken. Dit is het geval bij Keuzedagen.

### Mogelijkheden van de NS-kaartautomaat
Bij de bolle NS-kaartautomaat zijn de volgende chipkaarten te koop.
Een anonieme OV-chipkaart.
Eenmalige chipkaarten voor de dag zelf:
- enkele reis vol tarief, voor 1 euro meer dan de volle prijs bij op saldo reizen
- retour vol tarief, voor 1 euro meer dan de volle prijs bij op saldo reizen
- Dagkaart, voor 1 euro meer dan de geladen versie

Eenmalige chipkaarten voor de dag zelf, zonder toeslag:
- Railrunner
- Dagkaart Hond
- Dagkaart Fiets
- ICE toeslag enkele reis
- Toeslag ICd enkele reis
- Toeslag ICd retour

Eenmalige chipkaarten buitenland:
- enkele reizen en retours vanuit Nederland naar een aantal bestemmingen in België, Luxemburg en Duitsland en naar Lille.[10] Er zijn varianten met 40% en 100% korting op het Nederlandse traject alsmede varianten met RailPlus korting. Ook het Superdagretour en Weekendretour. Zie ook onder.

De mogelijkheden gerelateerd aan de persoonlijke en anonieme OV-chipkaart zijn afhankelijk van:
- Of het een persoonlijke of anonieme OV-chipkaart is (Altijd Voordeel Maand kan alleen op een persoonlijke kaart geladen worden).
- Bij een persoonlijke OV-chipkaart: de leeftijd (een Railrunner kan niet geladen worden op de persoonlijke kaart van iemand van 12 jaar of ouder).
- De producten op de OV-chipkaart (Toeslag 2-1 is bijvoorbeeld alleen te koop bij bepaalde abonnementen 2e klas)
- Of men ingecheckt is. Ingecheckt kaartschrijfhandelingen verrichten bij de kaartautomaat geeft soms complicaties, bijvoorbeeld opladen terwijl men ingecheckt is. Ook zijn ingecheckt de vermelde opties niet altijd logisch. Zo is er na het instellen van Samenreiskorting oningecheckt terecht geen optie dat nog eens te doen, maar na inchecken wel.

Bij elkaar zijn de mogelijkheden:
- Alleen lezen:
  - Saldo bekijken.
  - Producten op de kaart bekijken. Er zijn beperkingen. Bij een tweedaagse meereiskaart kan men bijvoorbeeld aan de transacties wel zien dat de kaart is gebruikt, maar niet of beide dagen zijn gebruikt.
  - Transactieoverzicht bekijken. Alleen bij een check-in/uit bij NS staat het station vermeld. Vooral bij een automaat op een station dat niet door NS wordt bediend doet dit vreemd aan.
- Saldo opladen. Het minimale oplaadbedrag is 4 euro.[11][12]
- Instellen van de klasse bij op saldo reizen.
- Instellen van Samenreiskorting.
- OV-chipkaart-reisproducten kopen en opladen (ze kunnen overigens niet betaald worden met reissaldo):
  - Altijd Voordeel Maand.
  - Dagkaart, alleen voor de dag zelf.
  - Toeslag 2-1.
  - Railrunner.
  - Dagkaart Hond.
  - Dagkaart Fiets.
  - VanAnaarBeter.
  - Uitsluitend voor de Jaartraject- en Grensabonnementhouder: enkele reis of retour met of zonder korting voor een reis buiten het vaste traject.
- Bestelling ophalen.
- Deactiveren van een opgezegd abonnement.
- Studentenreisproduct ophalen, of bevestigen stopzetten.
- Keuzedag 60+ ophalen (dat wil zeggen: aangeven dat de Keuzedag gebruikt moet gaan worden vanaf de eerstvolgende check-in). Deze optie verschijnt voor wie 60 jaar of ouder is zelfs bij een kaart waar geen abonnement op staat dat recht geeft op het kopen van Keuzedagen.
- Reizen op Saldo bij NS activeren.
- Automatisch opladen activeren (alleen na bestelling bij webwinkel en indien dit niet met de kaart is aangevraagd).
- Saldo deblokkeren.

Het veranderen van een instelling (zonder betaling) kan de vorm aannemen van:
- Het laden van een product, bijvoorbeeld Tijdelijke Klassewissel of Samenreiskorting.
- Het verwijderen van een product, bijvoorbeeld Tijdelijke Klassewissel of Samenreiskorting.
- Het voor onbepaalde tijd wijzigen van een product, bijvoorbeeld de wijziging van het product "reizen op saldo bij NS 2e klas" in "reizen op saldo bij NS 1e klas" of omgekeerd.

Men kan de automaat gebruiken om de prijs van een kaartje of op te laden product op te vragen zonder het te kopen. Men kan bijvoorbeeld de prijs van een rit op saldo tegen vol tarief of met 40% korting zien. In het geval van routekeuze (zie hieronder) kan men de keuzemogelijkheden zien. 
Voor een papieren kaartje binnenland moet men selecteren "Ik heb geen OV-chipkaart", dan "Losse kaartjes". Vervolgens kiest men eerst enkele reis, retour, Railrunner, ICd/ICE-toeslag of Overig. Vervolgens een aankomststation, en als men van een ander station wil vertrekken dan waar men zich bevindt, ook een vertrekstation. Als er meerdere zinnige mogelijkheden met verschillende vervoerders zijn kan men voor reizen sinds 2 april 2014 (wegens de invoering van regionale prijzen bij regionale vervoerders) een route inclusief vervoerder(s) opgeven. Vervolgens kan men in willekeurige volgorde kiezen tussen 1e en 2e klas, datum en 1, 2, 3 of 4 stuks. Men ziet dan de prijs en kan door keuzes te veranderen gemakkelijk correcties uitvoeren of de prijs 1e en 2e klas vergelijken. Ook kan men het vertrek- en/of aankomststation veranderen. Lastiger is het corrigeren of vergelijken van enkele reis en retour, want bij zulke veranderingen moet men opnieuw beginnen. Als men geen kaartje koopt kan men op de knop "Stoppen Terug naar het beginscherm" drukken, of de volgende gebruiker kan dat doen, dan komt het scherm weer in de beginstand; dit gebeurt automatisch als enige tijd niet op de knoppen wordt gedrukt.
Bij de aanschaf van meerdere exemplaren van bijvoorbeeld een Railrunner is bij de keuze tussen eenmalige chipkaarten en opladen op OV-chipkaarten een punt van overweging dat er in het eerste geval maximaal 4 tegelijk betaald kunnen worden, terwijl in het tweede geval elk exemplaar apart betaald moet worden.
Een beperking van de automaat is dat men er geen e-ticket kan kopen.

#### Opgave op te laden saldo
De automaat kan voor een geplande reis (enkele reis of retour) opgeven welk saldo op de kaart moet worden geladen. Uitgangspunt is dat men na de reis niet rood staat. Tevens wordt ervan uitgegaan dat bij het (laatste) inchecken het saldo minstens gelijk is aan het instaptarief. Er wordt geen rekening mee gehouden dat de feitelijke borg (het saldo waarbij men kan inchecken en reizen) € 4 lager is dan het instaptarief. Het zo bepaalde benodigde oplaadbedrag wordt naar boven afgerond op een veelvoud van € 5 (hoewel ook € 4 kan worden opgeladen). 
Bij het kopen van een anonieme OV-chipkaart wordt onderscheid gemaakt in vol tarief en 40% korting (dit betreft samenreiskorting, die na het kopen op de kaart kan worden geladen). Er wordt geen rekening gehouden met het lagere instaptarief bij samenreiskorting (€ 10 in plaats van € 20).
Bij het presenteren van een kaart met een abonnement wordt rekening gehouden met het maximale instaptarief dat voor dat abonnement geldt (meestal € 10). Daarbij wordt weer onderscheid gemaakt in vol tarief en 40% korting (bij 'Dal Vrij' betreft dit laatste alleen reizen in de spits met samenreiskorting).
Bij het presenteren van een kaart kan de automaat de mededeling geven dat het saldo ontoereikend is om te reizen. Door diverse oorzaken kan deze mededeling verschijnen als men er wel degelijk mee kan reizen:
- er is een marge van 4 euro (zie boven)
- de mededeling is gebaseerd op reizen in de spits, zelfs als men de handeling uitvoert in de daluren; mogelijk kan men reizen in de daluren

### Grensoverschrijdende reizen
Naar een aantal bestemmingen in België, Luxemburg en Duitsland en naar Lille zijn enkele reizen en retours (15 dagen geldig, vanaf een te kiezen datum, SCIC-NRT-tarief) uit de automaat verkrijgbaar, en wel vanaf een Nederlands station met 0% of 40% korting in Nederland of vanaf een grenspunt (men selecteert dan een Nederlands station en vrij reizen in Nederland, en eventueel een daarbij geschikt grenspunt, men kan niet gelijk een grenspunt opgeven). Bij 40% korting of vrij reizen in Nederland kan men aanvullend 25% RailPluskorting in het buitenland kiezen. Een enkele reis naar Nederland is niet verkrijgbaar.
Men moet er rekening mee houden dat het SCIC-NRT-tarief, alleen al binnen Nederland, grillig is: het is voor een lange reis naar de grenspunten Roosendaal(gr), Bad Bentheim(Gr) en Emmerich(Gr) veel hoger dan het maximale binnenlandse tarief. Dit is uiteraard niet aan de orde bij vrij reizen in Nederland, maar anders is in zulke gevallen het afsplitsen van een lange binnenlandse reis tot dicht bij de grens voordeliger. Bij vol tarief kan dit ook gemakkelijk met een e-ticket of een eenmalige chipkaart; bij 40% korting (als men geen Jaartrajectabonnement of Grensabonnement heeft) moet men dit binnenlandse traject op saldo of op rekening reizen, dus moet men op het station bij de grens (respectievelijk Roosendaal, Hengelo en Arnhem) uit- of inchecken, wat niet erg is als men daar toch moet overstappen of wil pauzeren, maar lastig is als men het gemak van de doorgaande trein op prijs zou hebben gesteld. 
Soms is een combinatie met een binnenlands Belgisch vervoerbewijs voordeliger, zie treintarieven in België. Dat is niet verkrijgbaar in de Nederlandse kaartautomaat.
Voor een reis naar Duitsland geldt deels dat per land de betreffende kortingtarieven gelden, en deels dat speciale internationale kortingtarieven voor de hele reis gelden. Een meereizend kind t/m 14 jaar betaalt in totaal 2,50 euro (dus de prijs van een Railrunner, hoewel die voor een kind van 12 t/m 14 jaar niet bij een reis binnen Nederland geldt). Een alleenreizend kind van 6 t/m 11 betaalt de halve prijs, een alleenreizend kind van 12 t/m 14 betaalt voor het Nederlandse traject de volle en voor het Duitse de halve prijs.
Voor kinderen zijn de tarieven bij de automaat lager dan op de site van NS International, want op de site kan men weliswaar "12 t/m 25 jaar" aanvinken, maar dit geeft geen korting. Anderzijds kan men bij de automaat geen Bahncard opgeven. Omdat Bahncard RailPlus inhoudt is dit voor de houder van Bahncard25 geen bezwaar want de korting is dan ook 25%.

### Betaalwijzen
Er kan met een pinpas betaald worden, en, alleen bij de automaten met een bolle voorkant en rechts boven het scherm een gleuf, ook met munten. Verder worden buitenlandse passen met het Maestro-logo niet geaccepteerd. Op een toenemend aantal stations kan met een creditcard worden betalen.
Bankbiljetten kunnen niet gebruikt worden. Er kon tot en met december 2014 met chipknip worden betaald.
Om skimmen van de bankpassen door criminelen (die hiervoor een voorzetstuk bij de inleesgleuf van de bankkaarten plaatsen) te bemoeilijken, zijn speciale voorzetstukken gemonteerd. De werkwijze wordt niet door iedereen begrepen. Het is voorgekomen dat een automaat defect raakte doordat een opgevouwen bankbiljet in de gleuf van de pinpas was gestoken.

### Hulp op afstand
De gebruiker van de NS-kaartautomaat kan 24 uur per dag, 7 dagen per week, een gratis nummer bellen voor assistentie op afstand, waarbij de servicemedewerker meekijkt en desgewenst de controle overneemt. Daartoe staan groot op de automaat het telefoonnummer en het nummer van de kaartautomaat, dat samen met het station de automaat identificeert.

### Geschiedenis

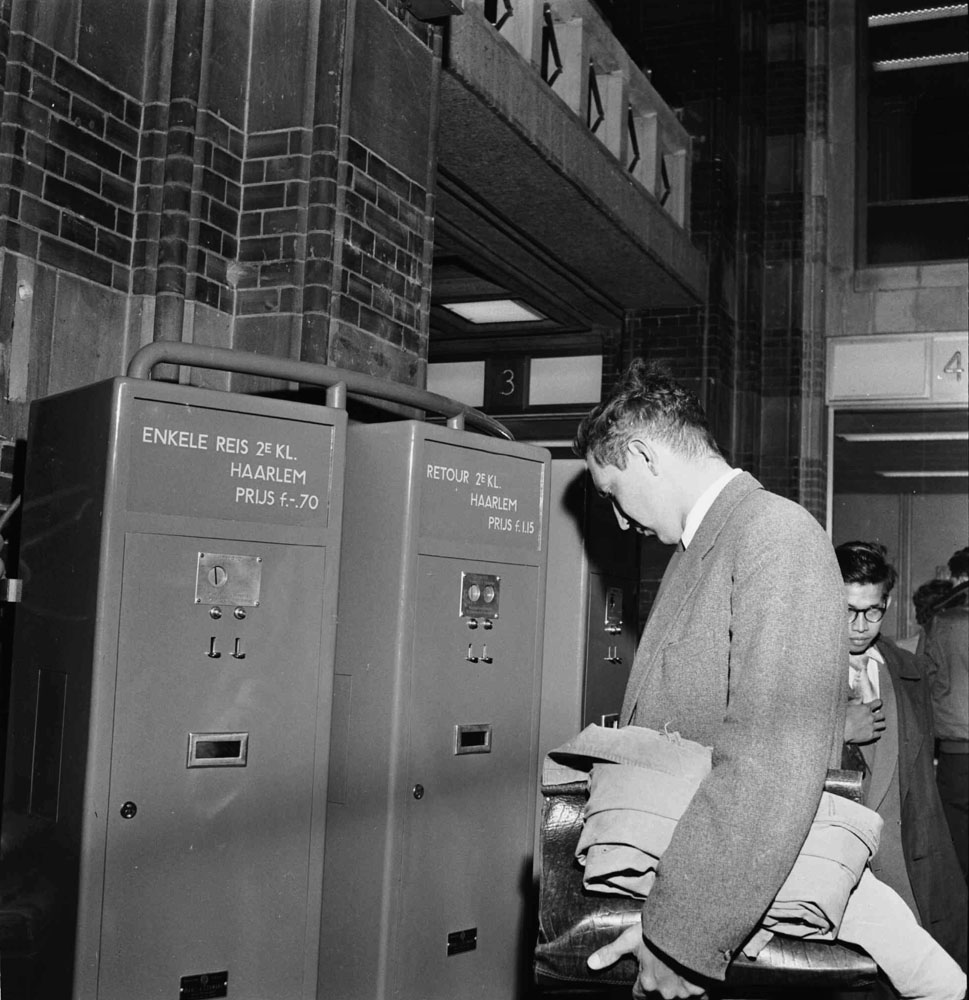
Kaartautomaten voor enkele reis of retour naar Haarlem in Amsterdam in 1956

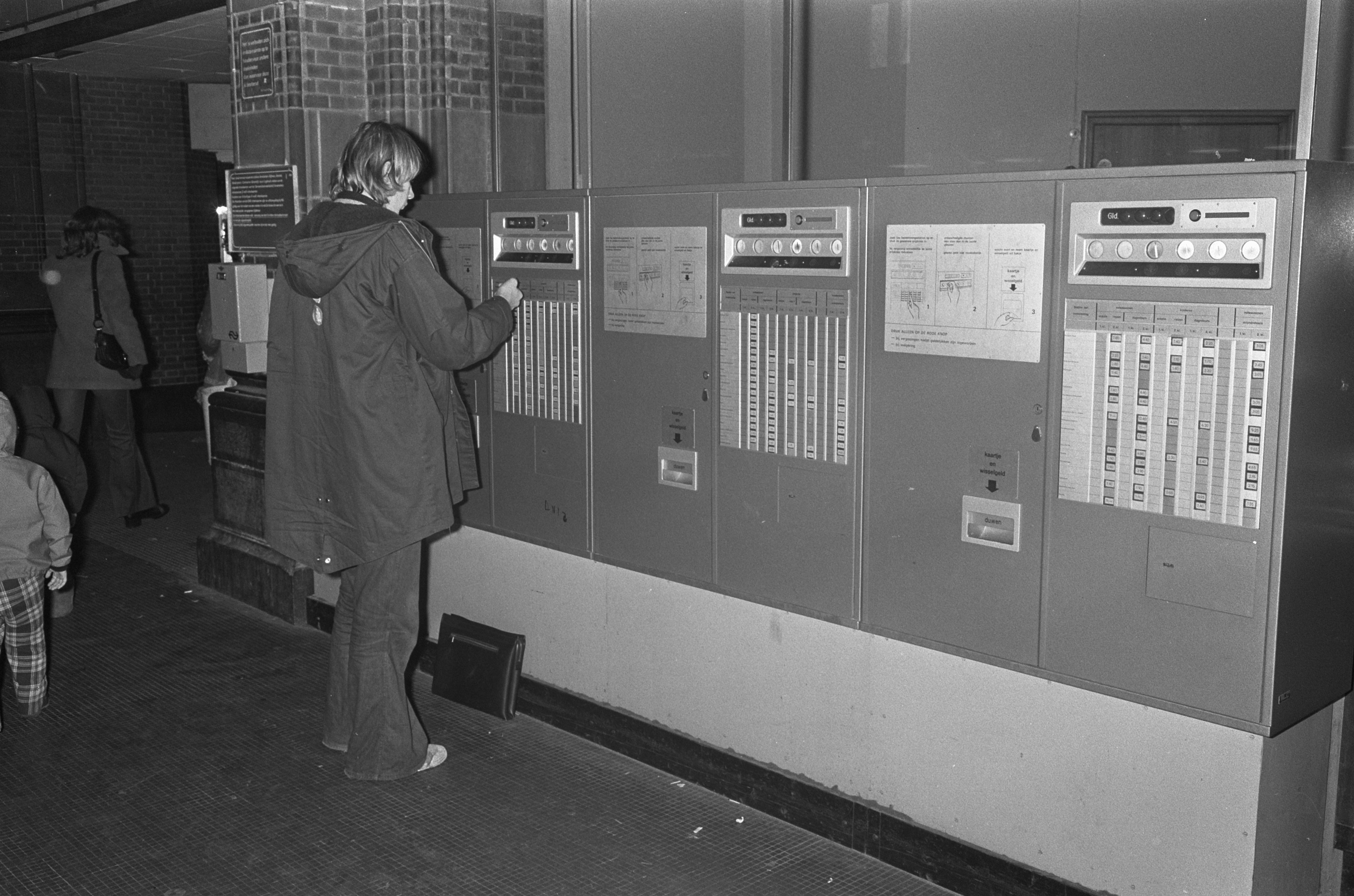
Kaartautomaat met drukknoppen op Amsterdam Centraal (1974).

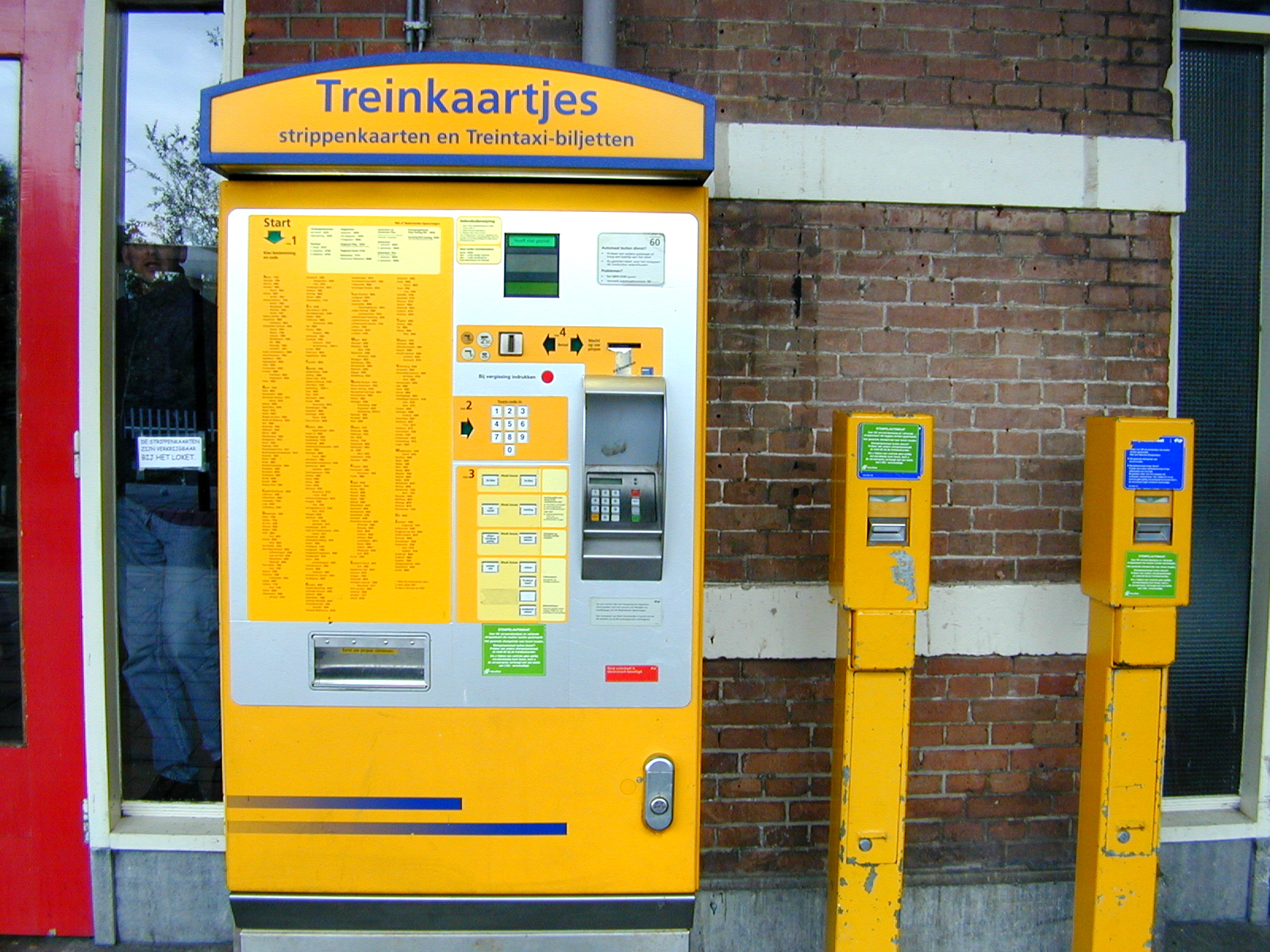
Kaartautomaten van de Nederlandse Spoorwegen op station Sneek, oud model

Al in 1956 waren er in Amsterdam kaartautomaten met daarbij per soort en bestemming een aparte automaat. In de jaren 70 waren er op de grootste stations automaten die kaartjes voor de populairste bestemmingen konden afgeven. Deze automaten hadden drukknoppen met opschriften als "Hilversum 2e klas". Het aantal drukknoppen was beperkt en het aantal mogelijke kaartjes dus ook. Voor andere kaartjes ging men naar het loket. 
Daarna kwam er een automaat met 120 bestemmingen, de Makomat. Deze automaat was vaak defect en erg gevoelig voor vandalisme. Dat gold zeker niet voor de opvolger, de 80-bestemmingen-automaat, de B100 van Autelca. Verschillende Europese spoorwegmaatschappijen gebruikten deze automaat, die echter lastig te bedienen was. Vanaf dat moment liet de NS de vormgeving van de automaat bepalen door de cognitieve psychologie met als eerste resultaat de bestemmingscode-automaat (B8060), die kaartjes naar alle bestemmingen in Nederland kon verkopen. Op de kast van de B8060 stond een lijst met alle bestemmingen en bijbehorende postcodes. De postcode van de bestemming moest worden ingetoetst. In 2009 werden de bestemmingscode-automaten vervangen door een type met aanraakscherm. Er waren aparte toetsen voor keuzes zoals enkele reis of retour, klasse, vol tarief of met korting, en vandaag geldig of open datum. Kaartjes naar bestemmingen in het buitenland kunnen bij de bestemmingscode-automaten niet gekocht worden. Ook kon men er geen via-kaartjes kopen, die toen nog aan het loket verkrijgbaar waren. De automaat had alleen enkele kleine schermpjes voor de stationsnaam en het bedrag. Betaling gebeurde met munten of een bankpas. 
Aanvankelijk leverden de automaten strippenkaarten, maar die functionaliteit werd verwijderd omdat de automaten te vaak gekraakt werden.

## Bijzondere plaatsen met NS-kaartautomaat
- Tot 30 juni 2014 waren er op de veerboten van Stena Line tussen Hoek-van-Holland en Harwich (Engeland) NS-kaartautomaten aanwezig, zodat reizigers alvast een treinkaartje konden kopen (ook met eventuele creditkaarten)
- In de bagage-afhaalhal van Schiphol kunnen reizigers die op hun bagage wachten alvast een treinkaartje kopen.
- Op Texel staat eveneens een automaat op het veerhaventerrein, zodat reizigers die op de boot naar de vaste wal wachten, alvast hun OV-chipkaart kunnen opladen voor de reis vanaf Den Helder. Deze automaat kan alleen OV-chipkaarten opladen en verkoopt geen wegwerp- of anonieme OV-chipkaarten.
- Op Eindhoven Airport staat in de centrale aankomst- en vertrekhal een NS kaartautomaat, vanwaar treinkaartjes naar alle bestemmingen in Nederland kunnen worden gekocht. Bij deze treinkaartjes zit standaard ook de busrit naar station Eindhoven inbegrepen.

## Andere kaartautomaten in Nederland voor de trein

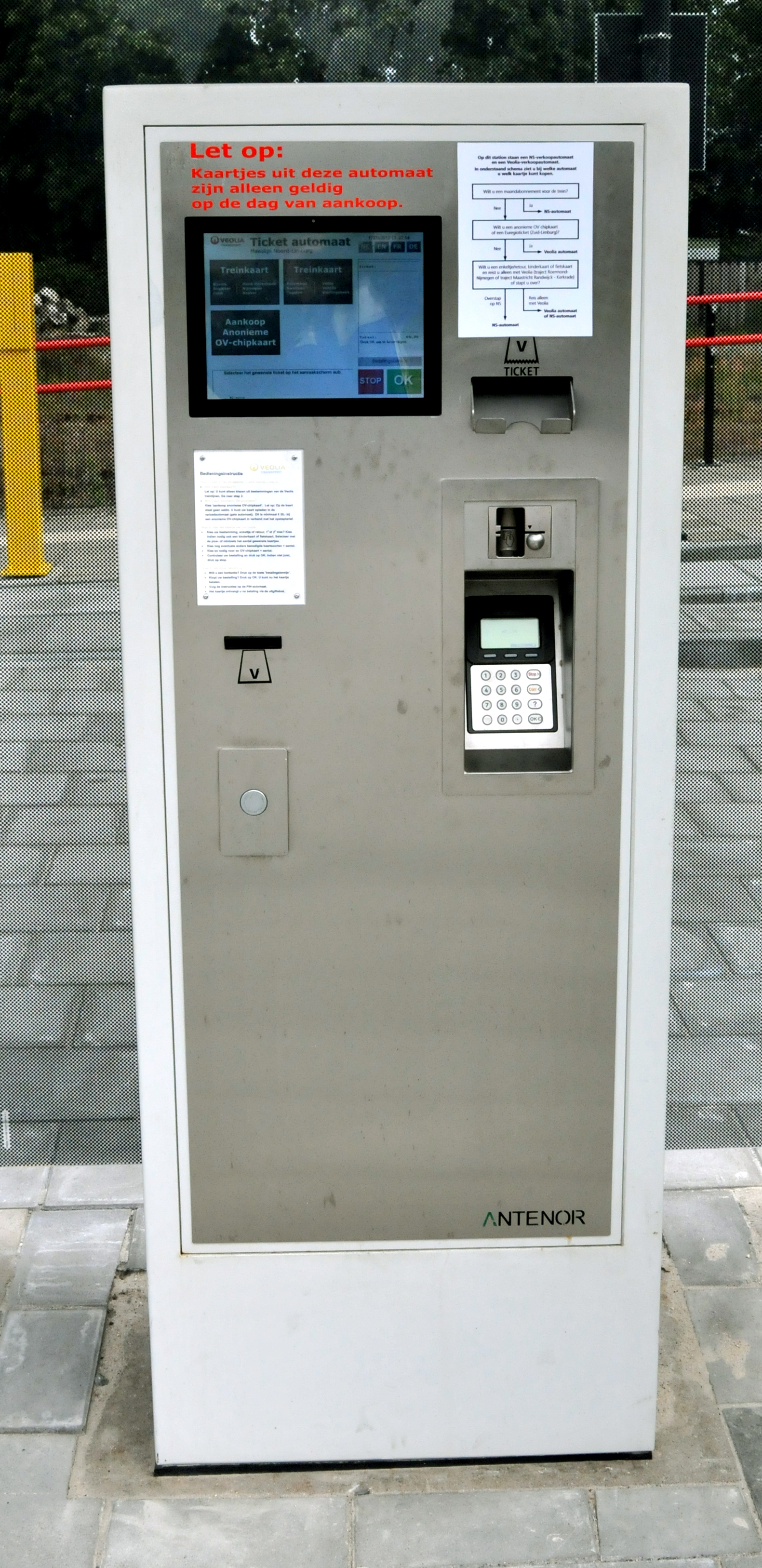
Kaartautomaat van de voormalige vervoerder Veolia op station Venray

Van de niet-NS kaartautomaten zijn er de volgende versies:
- Arriva-kaartautomaat.

Met OV-chipkaart-faciliteiten, waaronder het kopen van een anonieme OV-chipkaart. Hier kunnen geen papieren kaartjes worden gekocht. Men kan er niet met muntgeld betalen. Men kan informatie afdrukken. Verkrijgbaar is ook Arriva Dal Korting Trein, ook op anonieme kaart (gratis in juli/augustus).
- Veolia-kaartautomaat.

Deze had geen OV-chipkaart-faciliteiten. Hier kunnen papieren kaartjes worden gekocht. Door het ontbreken van de toeslag is een enkele reis of retour hier € 1 goedkoper dan uit de NS-kaartautomaat.
- OV AVM Outdoor van CCV.

Op diverse stations van Arriva, Connexxion (Breng), Syntus en destijds Veolia.
Men kan hiermee (behalve bij de Veolia-kaartautomaat) toch de status van zijn OV-chipkaart controleren, en saldo op de kaart laden. Ook kan soms een treinproduct zoals de Railrunner worden gekocht, en/of een gratis treinproduct zoals Samenreiskorting worden geladen. Met de adresvinder van ov-chipkaart.nl kan men met de optie "Reisproducten kopen en opladen (bijv. abonnement)" de automaten in heel Nederland vinden, dus ook controleren of er een is op een bepaald station (of in de buurt). Zo vindt men bijvoorbeeld dat op station Klimmen-Ransdaal een ophaalautomaat aanwezig is met de volgende mogelijkheden:
- Het actuele saldo van uw OV-chipkaart controleren
- Saldo opladen - betaal met pinpas
- Reisproducten (bijv. abonnementen) opladen - betaal met pinpas
- Bestellingen uit de webwinkel van de OV-chipkaart ophalen
- Automatisch opladen op kaart zetten (niet samen met kaart aangevraagd)
- Sterabonnement kopen met pinpas
- Studentenreisproduct: ophalen of stopzetten
- Saldo deblokkeren
- Reizen op Saldo (NS) activeren
- Keuzedagen 60+ (NS) ophalen
- Producten op kaart bekijken

Ook de openingstijden worden vermeld (in dit geval 7/24, want het is een model wat buiten geplaatst is).
Er wordt niet vermeld welke reisproducten kunnen worden opgeladen.
Het ingecheckt zijn kan men (tenzij dit mogelijk in de daluren was en de spits is aangebroken) ook indirect en wat omslachtig controleren door de kaart (opnieuw) bij de kaartlezer op een paal te houden; als men dan ongewenst in- of uitcheckt kan men dit na de wachttijd weer ongedaan maken.

## Kaartautomaat in België voor de trein
Bij de kaartautomaat in België kunnen onder meer binnenlandse biljetten worden gekocht, en ook bijvoorbeeld naar Roosendaal, echter niet tot Roosendaal grens (anders gezegd: er is niet de optie voor wie vrij reizen in Nederland heeft (men kan zo'n biljet wel kopen aan het loket). Er kunnen ook de Rail Pass en de actuele Deal gekocht worden. Er kan betaald worden met onder meer Maestro.

## Stads- en streekvervoer

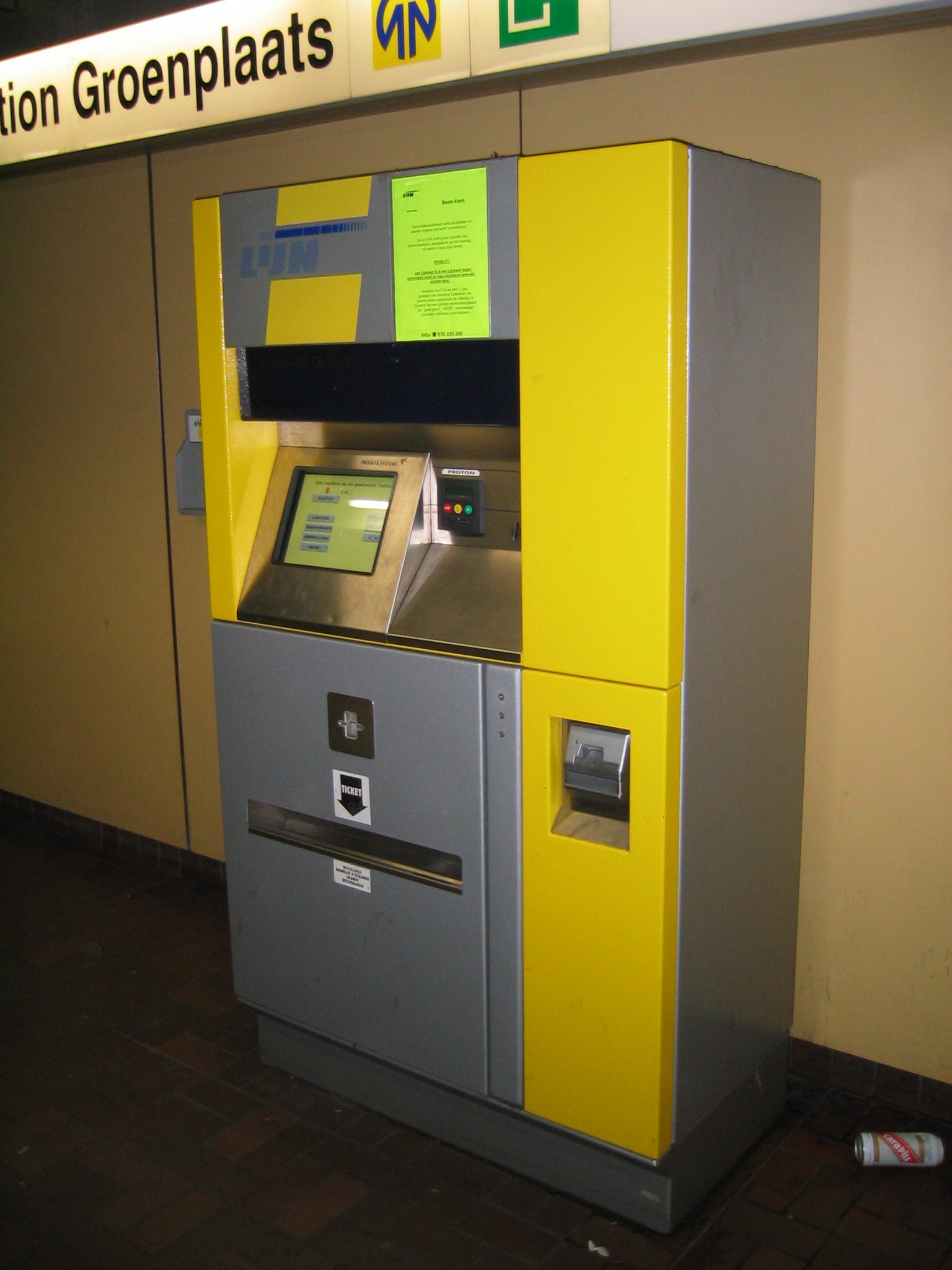
Kaartautomaat van De Lijn in het Antwerpse premetrostation Groenplaats

Daar waar er geen kaartverkoop in het voertuig is, is de kaartverkoop meestal bij de haltes/stations, door middel van kaartautomaten. Maar in sommige landen moet men de vervoersbewijzen kopen bij de lokale winkels. In sommige andere landen (onder meer Canada) is kaartverkoop op het voertuig wel mogelijk maar uitsluitend door inworp van een gepast bedrag in een betaalbus. Bij bijna alle vervoerbedrijven zijn vervoersbewijzen ofwel in de haltes en stations te koop of in de voertuigen. In een paar landen zoals Italië (voorbeeld Milaan) kan men alleen een vervoersbewijs kopen voor de tram bij de lokale winkels herkenbaar met een specifiek logo.
Zie ook OV-chipkaartapparatuur voor reizigers in Nederland.

### Oude modellen in Nederland

#### Tram
In Amsterdam verschenen op 17 maart 1969 bij de invoering van de zelfbediening op de tramhaltes en later ook op sommige bushaltes kaartautomaten voor rittenkaarten. Er bestonden witte automaten voor normaal tarief en groene automaten voor reductietarief. Vaak stonden de automaten op een paal rug aan rug. Na inworp van een of meer guldens, die men moest horen vallen, kon men na drie tellen wachten aan een schuif trekken en de opgevouwen kaart uit de automaat trekken. Doordat de automaten alleen guldens accepteerden moest men bij een tariefsverhoging creatief zijn. Zo werd dan bijvoorbeeld een 7-rittenkaart van 2 gulden vervangen door een 9-rittenkaart van 3 gulden. Ook hebben er automaten bestaan waarbij men een maandabonnement kon verkrijgen.
In oktober 1971 kregen de trams van lijn 1 ook kaartautomaten op het achterbalkon voor de verkoop van tweerittenkaarten zonder overstaprecht (reductietarief 4 ritten). Na aankoop moest de kaart nog door de passagier worden ontwaard in een stempelautomaat. In september 1974 werden de kaartautomaten in verband met vandalisme van de straat verwijderd en geplaatst op het achterbalkon van alle gelede trams voor verkoop van "guldenkaarten". Rittenkaarten waren voortaan alleen nog maar in de voorverkoop verkrijgbaar. 
Bij de volgende tariefsverhoging werd de tweerittenkaart een enkele rit met 2 uur overstap (reductietarief 2 ritten) en een jaar later met 1 uur overstap omdat de automaten nog steeds alleen guldens accepteerden. Opvallend was dat in die tijd een enkele rit het dubbele formaat had van een rittenkaart omdat de kaartautomaat kaarten alleen dubbelgevouwen kon afgeven. In oktober 1977 verdwenen de kaartautomaten omdat deze ongeschikt waren voor het nieuwe zonetarief maar ook in verband met de vele vernielingen en zakkenrollerij op het achterbalkon.
In 1990 verschenen in de trams van lijn 5 en 51 naar Amstelveen weer kaartautomaten. In deze automaten werden kleine strippenkaarten en dagkaarten verkocht die door de automaat al werden ontwaard. Na de invoering van de Euro verdwenen de kaartautomaten bij de stadstram en na de invoering van de OV-chipkaart ook bij de sneltram.    
In Den Haag, Rotterdam en Utrecht zijn, enkele uitzonderingen op drukke punten daargelaten, nooit kaartautomaten op straat geweest, maar later wel in de voertuigen evenals bij de Utrechtse sneltram.

#### Metro
Bij de Rotterdamse metro verschenen in 1968 de eerste kaartautomaten die alleen een speciaal magneetkaartje voor het openen van de tourniquets verstrekte en niet geldig was in tram en bus. In 1974 bij de invoering van het zonetarief verdwenen de tourniquets en kwamen er weer nieuwe kaartautomaten waarbij de kaartjes ook in tram en bus geldig waren.  

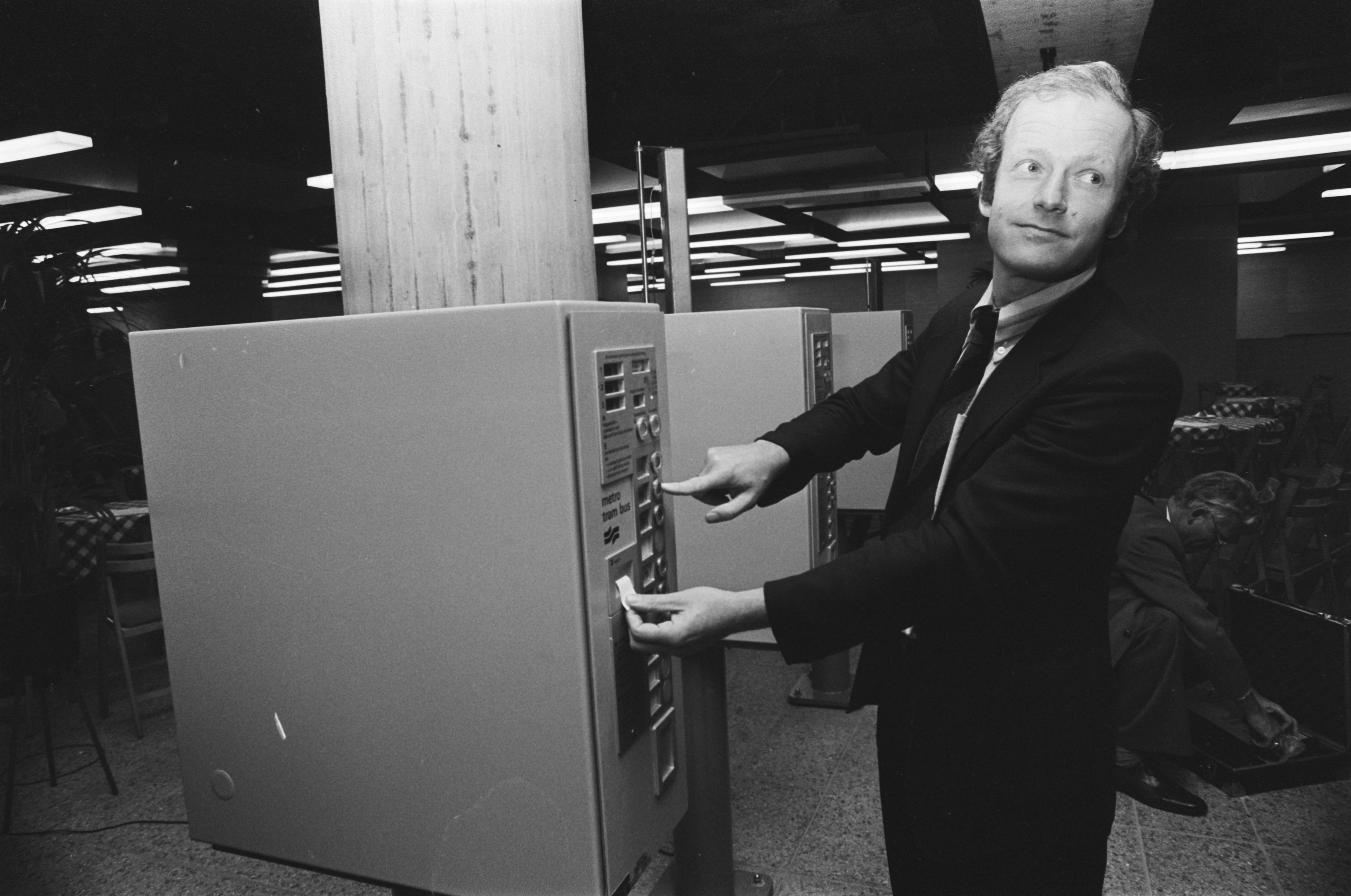
Eerste type automaat Amsterdamse metro

Bij de Amsterdamse metro verschenen in 1977 oranje kaartautomaten die kaarten verkocht van een blanco rol. Het soort kaartje werd met bepaalde codes aangegeven. De automaat gaf geen wisselgeld terug maar wel kon men op de knop 'overbetaling' drukken indien men geen gepast geld had, maar dan betaalde men wel te veel. Bij de invoering van de strippenkaart in 1980 bleef de automaat enkele ritten voor 1-4 zones verkopen, dit in tegenstelling tot tram en bus waar enkele ritten werden afgeschaft. Later verscheen een nieuw type automaat dat in de muur werd ingebouwd om vandalisme te voorkomen.